# Fattoria lucana
La fattoria lucana è uno scavo archeologico della città italiana di Potenza.

## Storia
Nel 2008 è stato rinvenuto nei pressi di via del Gallitello un complesso abitativo, ubicato presso la confluenza del torrente omonimo con il fiume Basento, che risulta essere il più importante sito mai scoperto nell'ambito urbano di Potenza. Si tratterebbe di un'antica fattoria funzionale allo sfruttamento agricolo dell'area; l'esame dei manufatti ceramici e degli altri reperti rinvenuti fa ipotizzare una datazione tra la fine del IV e i primi decenni del III secolo a.C., quindi da mettere in relazione con il sistema insediativo dei Lucani in un momento precedente alla romanizzazione del territorio. Allo stato delle indagini questo insediamento sembrerebbe svilupparsi in almeno sei ambienti rettangolari, di cui si conservano parzialmente i muri perimetrali, occupando un'area di circa trecento metri quadrati. Il complesso è ancora in corso di scavo, sotto la direzione scientifica della soprintendenza per i beni archeologici della Basilicata.
Si tratta di un ambito in cui è possibile osservare le varie ipotesi sulla nascita della città. Dei sei ambienti, cinque sono coperti e l'altro è un cortile da cui sono suddivisi. Vi sono muri a secco e muri a malta, sono state ritrovate anche delle corna di cervo che lasciano pensare ad una foresta nei dintorni.